# 修士論文
修士論文（しゅうしろんぶん）とは、大学院及び一部の専門職大学院に所属する、主に修士課程または博士前期課程最終学年の大学院生が、課程の修了にあたって研究の成果として提出する論文のことである。略称は「修論（しゅうろん）」と呼ばれ、他にマスター論文と呼ばれることもある。

## 日本における修士論文

### 形式・書式
形式や書式等は、各大学院・研究科・専攻分野・研究室・指導教授によって異なるが、おおむねIMRAD型といわれるスタイルをとる。求められる研究成果も、同様に所属する大学院等によって異なってくる。
学部学生が執筆する卒業論文とは違い、分野の先行研究に対する一定以上の新たな研究成果が求められるのが通例である。そのため幅広い研究史の把握と整理、問題点の提起と整理、客観的なデータと、それを駆使した論述が必要となる。
求められる一定のレベルをクリアするために、ある程度以上に大部なものとなることも多い。

### 位置付けと近年の動向
かつての修士論文は、修士課程の集大成として修士号の取得を目指すと共に、博士課程における研究の礎となる成果を発表する機会でもあった。その執筆動機や内容は各研究者によって様々であり、大学での卒業論文と同じテーマで書く者もいれば、全く違うテーマや分野で執筆する者もいる。
近年は、例えば教員免許の専修免許状の取得を目指して大学院に入り、“博士前期課程単位取得退学”する院生も増えており、結果として修士論文の執筆を行わない者も見られるようになっている。
従来、博士課程において博士論文を提出することが難しかった分野では、修士論文が事実上の最終学歴における研究成果となることが多かった。そのため、一般的な在籍年限の2年を越えて、3年4年と修士課程に在籍して執筆する者も見られた。近年は博士課程在学中における博士論文の執筆が推奨されていることもあって、そのような例は減ってきている。
もちろん、修士論文は博士論文ほどではないが、独自の視点を必要とするため、修士論文は独自の研究を可能にすることに注意することが重要である。 また、もちろん、盗作などの法的な学問的不正は許可されていない。

### 提出の前後
修士論文の提出時期は様々である。3月修了の場合、毎年12月〜1月に提出されることが多く、9月修了の場合、6月～7月となることが多い。修士論文を提出後は、おおむね2人以上の教授らによる「口頭試問」が行われる他に、大学院によっては修士論文の発表会などを、広く公開して行う場合もある。修士論文が受理された後、各専攻ごとに試験などが課されることもあるが、それらの2つを条件に修士号が授与される。なお大学院でも単位が必要なため、修士論文を提出しても修了できないケースも考えうる。その場合は原級にとどまって単位の取得を目指すか、修士論文提出のみで退学するかのどちらかになる。
基本的には博士論文と違って公刊されないため、非公開の修士論文の成果は既発表と見なさない場合が多い。そのため修士論文の成果を、学内紀要や学会誌などに投稿し、学術論文として発表する例も多い。要旨集などは多くの大学院で公開されるが、修士論文そのものの保管を行うかどうかは、各大学院に委ねられる。そのため複写に著作者の許可が必要なのはもちろん、閲覧についても著作者自身の許可が必要なことが多い。一方で、大学の図書館に修士論文を配架して、公衆の閲覧に供している大学もある。

## カナダにおける修士論文
カナダの大学院の修士課程では、2科目から3科目の科目履修及び修士論文作成による審査合格によって修士号を取得するパターンと、5科目から6科目の科目履修の合格認定によって修士号を取得するパターンがある（後者の場合は修士論文の作成はない）。

## オーストラリアにおける修士論文
オーストラリアの大学院の修士課程では、研究をメインにするリサーチワークでは修士論文の審査合格によって、ゼミや講義の受講をメインにするコースワークでは単位の取得によって修士課程を修了できる。

## ニュージーランドにおける修士論文
ニュージーランドの大学院の修士課程では、研究をメインに修士論文の論文審査合格によって修士号を取得するパターンと、講義の受講をメインに各筆記試験の合格によって修士号を取得するパターンがある。